# Great Glen, Leicestershire
Great Glen är en ort och civil parish i Storbritannien.   Den ligger i grevskapet Leicestershire och riksdelen England, i den södra delen av landet, 130 km nordväst om huvudstaden London. Great Glen ligger 99 meter över havet och antalet invånare är 3 066.
Terrängen runt Great Glen är platt. Runt Great Glen är det ganska tätbefolkat, med 134 invånare per kvadratkilometer. Närmaste större samhälle är Leicester, 9,6 km nordväst om Great Glen. Trakten runt Great Glen består till största delen av jordbruksmark.